# حازم الدراجي
حازم الدراجي (1965 - 7 أكتوبر 2016) عالم بيولوجي عراقي راحل.

## عن حياته
ولد حازم الدراجي في مدينة بغداد عام 1965 يعتبر مختص في تكاثر الطيور والعالم الأول في مجال تكاثر طيور النعام.

## إنجازاته
حاصل على أكبر عدد من براءات الاختراع المسجلة، 30 وهي براءة اختراع وعلى 100 ميدالية في أكثر من 40 محفل دولي.

## مناصب تولاها
- رئيس منتدى المخترعين العراقيين ومؤسسه.[2]
- العضو العراقي الوحيد في الاتحاد الدولي للمخترعين وحصل على هذه العضوية لأول مرة في تاريخ العرب والعراق منذ تأسيسه في عام 1969.[2]

## وفاته
توفي حازم الدراجي في يوم الجمعة 7 أكتوبر 2016 عن عمر يناهز 51 سنة إثر حريق في غرفة نومه بالطابق الثاني من منزله في منطقة الغدير في مدينة بغداد في العراق.